# Фіалковський Павло Федорович
Фіалковський Павло Федорович (народився приблизно 1698 — помер до 1749) — сотенний писар Шептаківської сотні у різні часи (?-1727-?).

## Життєпис
Син Федора Фіалковського, військового діяча Стародубського полку. Саме через військову діяльність Федора Фіалковського, його син Павло Фіалковський згадується як військовий товариш у полку Стародубському «ради Величайшего вторжественного Коронования и многолетнего и благополучного Ея Императорского Величества Государствования и за отправление отцом его войсковой служби» (1742—1748). 

Власник млина у два кола та амбара біля нього на річці Рома у сотенному селі Шептаках. Був одружений з Катериною Семенівною Рубець, за яку в посаг отримав два двори підданих у селі Стратива, Топальської сотні, Стародубського полку. Їх сини Дем'ян (службу розпочав 1760 р., військовий канцелярист (1762—1791 ) та Гнат у селі Шептаки мали 51 підданого.

## Родина
- Федір(? - ?).
  - Павло (приблизно 1698 - після 1754). Дружина - Катерина Семенівна Рубець.
    - Марія (приблизно 1734 - ?). Чоловік - Таміловський Василь Васильович (приблизно 1727 - ?).
    - Наталія (приблизно 1737 - до 1745).
    - Семен (приблизно 1739 - до 1748).
    - Дем'ян (приблизно 1743 - ?). Дружина - Уляна Романівна Величковська, донька Новгород-Сіверського протопопа Романа Величковського (близько 1745 - ?).[4]
      - Марія (приблизно 1764 - ?). 2-й чоловік - Созонець Микита Васильович, козак села Бугринівка.
      - Ксенія (приблизно 1767 - ?). Чоловік - Олексій Петрович Шелестовський. Син священника села Жадове, Петра Шелестовського.
      - Варвара (приблизно 1772 - 21.04.1798).
      - Єфросинія (приблизно 1773 - ?).
      - Данило (приблизно 1774 - ?). Кадет. Вахмістр. 1-ша дружина - Марія Григорівна Пригара (приблизно 1776 - 31.10.1801).
        - Наталія (17.08.1798 - ?). Чоловік - Іван Антонович Раєвський, син померлого священника села Радомка.
        - Тетяна (приблизно 1799 - 10.08.1801).
        - Тетяна (21.01.1801 - ?).
        - 2-га дружина Матрона Налягака (? - ?).
          - Роман (24.07.1805 - 7.10.1805).

      - Яків (приблизно 1775 - ?).
      - Євдокія (приблизно 1778 -?).
      - Дмитро (приблизно 1783 - ?). Дружина - Тетяна.
        - Матрона (1.11.1819 - ?)
        - Стефаніда (1.11.1819 - ?)

    - Гнат(1745 - ?). Дружина - Пелагія Іванівна Бутрим (Бутримович) (приблизно 1746 - 29.12.1791).
      - Агафія (приблизно 1770 - ?). Чоловік - Матвій Федорович Косович.
      - Павло (приблизно 1771 - 18.07.1794). Дружина - Марфа Яківна Буковня.[4]
        - Андрій(приблизно 1791 - до 1794).
        - Олена (приблизно 1793 - ?).

      - Надія (приблизно 1775 - ?).

    - Ганна (приблизно 1749 - ?). Чоловік - Павловський Дем'ян Овсійович (приблизно 1740 - ?).[5][6]